# As-Suwayda (pokrajina)
As-Suwayda ili Pokrajina As-Suwayda (ar. مُحافظة السويداء} / ALA-LC: Muḥāfaẓat as-Suwaydā’) je jedna od 14 sirijskih pokrajina. Ovo je najjužnija pokrajina, s površinom od 5.550 km². Pokrajina je dio povijesne regije Hawran. Njezin glavni i najveći grad je As-Suwayda. Velika većina stanovništva su Druzi.

## Okruzi
Pokrajina je podijeljena u 3 okruga i 12 nahija (u zagradama je broj nahija u okrugu):
- Okrug Shahba (4)
  - Nahija Shahba
  - Nahija Shaqqa
  - Nahija al-Ariqah
  - Nahija al-Surah al-Saghirah
- Okrug As-Suwayda (3)
  - Nahija as-Suwayda
  - Nahija al-Mazraa
  - Nahija al-Mushannaf
- Okrug Salkhad (5)
  - Nahija Salkhad
  - Nahija al-Qrayya
  - Nahija al-Ghariyah
  - Nahija Thaybin
  - Nahija Malah

## Gradovi i sela
U pokrajini se nalaze 3 grada, 124 sela i 36 zaselaka

### Gradovi
- Shahba
- As-Suwayda
- Salkhad

### Sela
- Al-Ajailat
- Al-Ghariyah
- Al-Kefr
- Al-Qurayya
- Ariqah
- Ar-Raha
- Braiki
- Dair Allaban
- Dama
- Hobran
- Kafr Alluhuf
- Lahetha
- Msad
- Murduk
- Qanawat
- Rimet Alluhuf
- Rimet Hazem
- Samma Al-baradan
- Samma Al-hanidat
- Shaniri
- Shbeki
- Walgha

## Poveznice
- Druzi
- Druzi u Siriji